# 툰드라밭쥐
툰드라밭쥐(Microtus oeconomus)는 비단털쥐과에 속하는 설치류의 일종이다. 북유럽과 중부유럽, 아시아, 알래스카주와 캐나다 북부 지역을 포함한 북아메리카 북서부에서 발견되는 중형 크기의 밭쥐이다. 네델란드 서부 지역에서 툰드라밭쥐는 빙하기부터 살았으며, 아종 Microtus oeconomus arenicola로 발전했다. 짧은 귀와 짧은 꼬리를 갖고 있다. 털은 누르스름한 갈색이고, 옆구리 쪽으로 연한 색을 띠고 배 쪽은 희다. 꼬리 길이 4cm를 포함하여 몸길이는 약 18cm이고, 몸무게는 약 50g이다. 보통 물 근처의 축축한 툰드라 지역 또는 습윤 목초지에서 발견된다. 따뜻한 기후일 때는 땅 위 식물 사이에 통로를 만들고, 겨울에는 눈 속에 통로를 만든다. 풀과 사초속 식물, 씨앗 등을 먹는다. 암컷 밭쥐는 얕은 굴 속에 3~9마리의 새끼를 3~6번 낳는다. 주어진 지역에서 밭쥐 개체수는 해마다 크게 변한다. 연중 활동적이다. 땅 아래에 굴을 파기도 하며, 겨울을 대비하여 씨앗과 뿌리 특히 감초를 저장한다. 종소명 "오이코노무스(oeconomus)"는 "경제적" 행동을 의미한다.

## 아종
여러 종의 아종이 알려져 있다.
- 아막섬툰드라쥐 (M. o. amakensis) - 미국 알래스카주
- 네델란드툰드라쥐 (M. o. arenicola) - 네델란드
- 몬태구섬툰드라쥐 (M. o. elymocetes - 미국 알래스카 주
- 노르웨이툰드라쥐 (M. o. finmarchicus) - 노르웨이
- 세인트로렌스섬툰드라쥐 (M. o. innuitus) - 미국 알래스카 주
- 노르웨이툰드라쥐 (M. o. medius) - 노르웨이
- 중부유럽툰드라쥐 (M. o. mehelyi) - 오스트리아, 헝가리, 슬로바키아
- 툰드라쥐 (M. o. oeconomus)
- 슈마진제도툰드라쥐 (M. o. popofensis) - 미국 알래스카 주
- 펀욱제도툰드라쥐 (M. o. punakensis) - 미국 알래스카 주
- 알렉산더제도툰드라쥐 (M. o. sitkensis - 미국 알래스카 주
- 어널래스카섬툰드라쥐 (M. o. unalascensis) - 미국 알래스카 주